# Rotkäppchen (1962)
Rotkäppchen ist ein DEFA-Märchenfilm aus dem Jahr 1962 mit Blanche Kommerell in der Titelrolle. Für Götz Friedrich war diese Arbeit sein Regiedebüt. Der in den DEFA-Studios der DDR entstandene Film beruht neben dem gleichnamigen Märchen der Brüder Grimm auch auf der Vorlage des russischen Schriftstellers Jewgeni Lwowitsch Schwarz.

## Handlung
Rotkäppchen lebt mit ihrem Vater, einem Jäger, und seiner Mutter in einem Häuschen im Wald. Seine Freunde sind der Hase und der Bär. Der Wolf und der Fuchs sind seine Feinde. Rotkäppchens Großmutter wohnt ebenfalls im Wald.
Als Rotkäppchen eines Tages allein zuhause ist, weil die Eltern auf den Markt gegangen sind, wollen der Wolf und der Fuchs die Hühner der Familie fressen. Der Fuchs verkleidet sich als armer Jäger und erschleicht sich so Rotkäppchens Vertrauen. Als sie den Betrug bemerkt, vertreibt Rotkäppchen den Fuchs. Als er unverrichteter Dinge zum Wolf zurückkehrt, beschließt dieser, Rotkäppchen und die Großmutter zu fressen.
Rotkäppchen bekommt Besuch vom Häschen, das das Gespräch zwischen Fuchs und Wolf belauscht hatte und seine Freundin warnt. Dennoch besteht Rotkäppchen darauf, sich auf den Weg zur Großmutter zu begeben, um ihr Milch, Kuchen und Schnupfpulver zu bringen. Rotkäppchen muss der Mutter versprechen, nicht vom Weg abzukommen und gleich nach Hause zurückzukehren; das Häschen soll auf Rotkäppchen aufpassen. Unterwegs treffen sie den Bären, der sie begleitet. Da er sich aber über die für die Großmutter bestimmten Milchvorräte hermacht, muss das Häschen umkehren und Nachschub holen.
Inzwischen hat der Fuchs herausgefunden, dass Rotkäppchen im Wald unterwegs ist. Wolf und Fuchs schmieden einen Plan: Der Fuchs gibt vor, verletzt zu sein. Die Verletzungen habe er sich bei einem Kampf mit dem Wolf zugezogen; dieser liege, ebenfalls schwer verletzt, in einer Höhle. Er erzählt dem Bären von einem Baum mit einem großen Vorrat an Honig; Rotkäppchen verrät er eine Stelle im Wald, wo es Pilze für die Großmutter sammeln könne. Dort wird Rotkäppchen vom lauernden Wolf überrascht, sie kann ihn aber in die Flucht schlagen.
Der Fuchs streut Kreidepulver über das Fell des Wolfs, damit dieser wie ein Hund aussieht und sich so ins Haus der Großmutter schleichen kann. Das Häschen macht sich auf den Weg, um Rotkäppchens Eltern zu Hilfe zu holen. Während Rotkäppchen seinen Weg fortsetzt, setzt der Wolf den Plan in die Tat um und frisst die Großmutter. Im Haus der Großmutter angekommen, wundert sich Rotkäppchen, warum die Großmutter auf einmal so große Ohren und so große Augen hat. Als das Mädchen sich über den großen Mund der Großmutter wundert, wird es vom Wolf auch verschlungen.
Rotkäppchens Eltern treffen ein und befreien die Großmutter und Rotkäppchen aus dem Bauch des Wolfes. Er wird gefesselt und in einen Käfig gesperrt; Rotkäppchen verspricht ihrer Mutter, nie mehr vom Weg abzugehen. Der Bär, der den Fuchs für seine Lügen bestrafen will, muss feststellen, dass dieser entkommen ist.

## Produktionshintergrund, Veröffentlichung
Nachdem Hans-Günter Bohm 1960 eine Fernsehadaption inszenierte, folgte 1962 mit Götz Friedrichs erster Regiearbeit auch eine Kinoversion mit der Schauspieldebütantin Blanche Kommerell, der Tochter der seinerzeit bekannten Schauspielerin Ruth Kommerell. Harald Engelmann, der auch als Fuchs zu sehen war, besorgte das Pantomimentraining der Tierdarsteller.
Der Film wurde am 13. Juli 1962 uraufgeführt. Mit 5.769.400 Millionen Kinobesuchern belegt er Rang 13 der erfolgreichsten DDR-Filme.

## Kritik
Die Bezirkszeitung Sächsische Neueste Nachrichten schrieb in ihrer Ausgabe vom 29. Juli 1962: „Schlimm aber ist es mit dem Wolf und dem Fuchs. Von der kindlichen Psyche her gesehen, ist das ein einziger Schrecken. […] Die Kinder werden entsetzt sein und von diesen Biestern schrecklich träumen, und die großen Leute? Die hätten wohl gern das Märchen, das sich das Volk selber schuf, gern gesehen. Weiter nichts.“
Der film-dienst schrieb: „DEFA-Verfilmung des populären Märchens der Gebrüder Grimm. Einzige Kinoarbeit des Opernregisseurs Götz Friedrich, der bei der Gestaltung der Tierfiguren auch Bühnenerfahrungen mit dem Prokofjew-Singspiel ‚Peter und der Wolf‘ und der Felsenstein-Inszenierung ‚Das schlaue Füchslein‘ einfließen ließ.“
Die Superillu stellt 2019 den Erfolg des Films in der DDR in engen Zusammenhang mit der Hauptdarstellerin Kommerell: „Blanche Kommerell war in der DDR ein Kinostar und schon ihr Debüt ‚Rotkäppchen‘ (1962) einer der erfolgreichsten Filme des Landes.“